# Crash (album Dave Matthews Band)
Crash – album zespołu Dave Matthews Band wydany 30 kwietnia 1996 roku (zob. 1996 w muzyce). Album Crash zawiera największy przebój Dave Matthews Band i zarazem największy sukces singlowy zespołu – Crash Into Me. Producentem płyty był Steven Lillywhite znany ze współpracy m.in. z: U2, The Rolling Stones, Peterem Gabrielem oraz Simple Minds. Album Crash przyniósł zespołowi spory rozgłos za oceanem, 4 nominacje oraz nagrodę Grammy – za piosenkę So Much To Say.
Album osiągnął sprzedaż zapewniającą mu status 7-krotnie platynowego.

## Lista utworów
1. "So Much to Say" – 4:07
2. "Two Step" – 6:27
3. "Crash Into Me" – 5:16
4. "Too Much" – 4:21
5. "#41" – 6:39
6. "Say Goodbye" – 6:11
7. "Drive In, Drive Out" – 5:54
8. "Let You Down" – 4:07
9. "Lie in Our Graves" – 5:42
10. "Cry Freedom" – 5:53
11. "Tripping Billies" – 5:00
12. "Proudest Monkey" – 9:11

## Twórcy
- Dave Matthews – gitara akustyczna, śpiew
- Carter Beauford – instrumenty perkusyjne, chórki
- Stefan Lessard – gitara basowa, pianino
- Leroi Moore – saksofony, flet, inne instrumenty dęte
- Boyd Tinsley – skrzypce, skrzypce elektryczne
- gościnnie: Tim Reynolds – gitary